# Pedro Segura
 (février 2024).
Si vous disposez d'ouvrages ou d'articles de référence ou si vous connaissez des sites web de qualité traitant du thème abordé ici, merci de compléter l'article en donnant les références utiles à sa vérifiabilité et en les liant à la section « Notes et références ».
Pour les articles homonymes, voir Segura (homonymie) et Sáenz.
Pedro Segura y Sáenz (né le 4 décembre 1880 et mort le 8 avril 1957) est un prélat espagnol qui fut archevêque de Séville de 1937 à 1957 et cardinal.

## Biographie
Né à Carazo, il étudia au séminaire de Burgos et à l'université pontificale de Comillas avant d'être ordonné prêtre en 1906. Il fit du travail pastoral à Burgos et enseigna au séminaire local. En 1912, il reçut le titre de professeur à l'université pontificale de Valladolid, où il fut préfet des études et chanoine de la cathédrale.
Le 14 mars 1916, l'abbé Segura fut nommé évêque auxiliaire de Valladolid et évêque titulaire (ou in partibus) d'Apollonie (de). Il reçut la consécration épiscopale le 13 juin suivant du cardinal José Maria Cos y Macho assisté de NN.SS. Vicente Sánchez et Julián de Diego y García Alcolea (es). Il devint évêque de Coria le 10 juillet 1920.
Le 20 décembre 1926, il fut nommé archevêque de Burgos. L'année suivante, le pape Pie XI le fit archevêque de Tolède et primat d'Espagne.
Mgr Segura fut créé cardinal avec le titre de cardinal-prêtre de Sainte-Marie-du-Trastevere (Santa Maria in Trastevere) par le pape au consistoire du 19 décembre de la même année. Le pape lui remit personnellement la barrette cardinalice le 28 octobre 1929.
En juillet 1931, malgré les avertissements du pape Pie XI, il dénonça publiquement le gouvernement républicain et apporta son soutien à la monarchie. Il fut envoyé en exil par le gouvernement républicain, tandis que se déchaînait une vague de violences anti-catholiques et anti-cléricales. Il renonça alors à son siège archiépiscopal de Tolède.
A la faveur du succès des armées franquistes, il put rentrer en Espagne et fut nommé en 1937 archevêque de Séville.
Il fut l'un des trois électeurs espagnols qui participèrent au conclave de 1939 (qui élit le pape Pie XII).
Il fut administrateur apostolique de Cordoue entre 1945 et 1946.
Mgr Segura était réputé pour son intolérance, s'opposant à la liberté de culte pour les protestants, défendant les vertus de l'Inquisition et mettant en garde les Espagnols contre les danses et le cinéma. Il avait la charge pastorale de l'Église espagnole sous le régime du général Franco.
Il mourut d'une maladie rénale à Madrid à l'âge de 76 ans et est enterré à Cerro del Sagrado Corazón.